# Бретт Геркінс
Бретт Геркінс (англ. Brett Harkins, нар. 2 липня 1970, Норс Ріджвілл, Огайо) — американський хокеїст, що грав на позиції крайнього нападника.

## Ігрова кар'єра
Професійну хокейну кар'єру розпочав 1993 року.
1989 року був обраний на драфті НХЛ під 133-м загальним номером командою «Нью-Йорк Айлендерс».
Протягом професійної клубної ігрової кар'єри, що тривала 16 років, захищав кольори команд «Бостон Брюїнс», «Флорида Пантерс» та «Колумбус Блю-Джекетс».